# Pela-soques cellablanc
El pela-soques cellablanc (Climacteris affinis) és un ocell de la família dels climactèrids (Climacteridae).

## Hàbitat i distribució
Habita boscos àrids d'Austràlia central.